# Ngô Quyền (quận)
Ngô Quyền là một quận cũ nằm ở trung tâm thành phố Hải Phòng, Việt Nam.

## Địa lý
Quận Ngô Quyền nằm ở trung tâm thành phố Hải Phòng, có vị trí địa lý:
- Phía đông giáp quận Hải An
- Phía tây giáp quận Hồng Bàng và quận Lê Chân
- Phía nam giáp quận Dương Kinh với ranh giới là sông Lạch Tray
- Phía bắc giáp thành phố Thủy Nguyên với ranh giới là sông Cấm.

Quận Ngô Quyền có diện tích 11 km², dân số quy đổi tính đến ngày 31/12/2022 là 186.683 người, mật độ dân số đạt 16.477 người/km².
Địa bàn quận Ngô Quyền chạy dọc theo sông Cấm, ôm lấy hầu như toàn bộ khu vực cảng chính. Quận là nơi tập trung các đầu mối giao thông quan trọng nối Hải Phòng với các địa phương khác trong cả nước, giữa Việt Nam với các nước trên thế giới bằng hệ thống giao thông đường biển, đường sông có năng lực xếp dỡ trên 10 triệu tấn hàng hoá/năm; cùng hệ thống nhà ga sân bay, nhà ga đường sắt và Quốc lộ 5 đi qua. Trong đó, hoạt động của hệ thống cảng biển là yếu tố quyết định sự hình thành cơ cấu kinh tế của thành phố Hải Phòng nói chung và quận Ngô Quyền nói riêng.
Địa hình: Quận Ngô Quyền tương đối bằng phẳng.
Thủy văn: Quận có sông Cấm chảy theo đường viền địa giới ở phía bắc, ngăn cách với thành phố Thủy Nguyên; sông Lạch Tray chảy theo đường viền địa giới phía Nam, ngăn cách với quận Dương Kinh. Ngoài ra quận có một số hồ lớn như hồ An Biên (giữa 2 tuyến đường Lạch Tray và Lê Quang Đạo), hồ Quần Ngựa (bao quanh cung VH-TT Thanh niên), hồ Tiên Nga và một phần hồ Phương Lưu (chung với quận Hải An). Trước có các ao, đầm khác nhưng cùng với quá trình đô thị hóa đã bị lấp.

## Hành chính
Quận Ngô Quyền có 8 đơn vị hành chính cấp xã trực thuộc, bao gồm 8 phường: Cầu Đất, Cầu Tre, Đằng Giang, Đông Khê, Gia Viên, Lạch Tray, Máy Chai, Vạn Mỹ.

## Lịch sử
Quận Ngô Quyền trước đây là khu phố Ngô Quyền thuộc thành phố Hải Phòng.
Ngày 5 tháng 7 năm 1961, Hội đồng Chính phủ ban hành Quyết định số 92-CP về việc thành lập khu phố Ngô Quyền trên cơ sở khu phố Gia Lạc Viên cũ; các tiểu khu: Đoàn Kết, Thống Nhất, Dân Chủ, Hòa Bình, Nguyễn Khuyến, Phạm Ngũ Lão, Tô Hiệu, Trần Nhật Duật, Trần Phú I và 4 tổ dân phố của tiểu khu Trần Phú II thuộc khu phố Cầu Đất cũ; các tiểu khu: Nhà Hát Nhân Dân, Đài Phát Tin, Đông An Phụng, Tám Gian, Rạp Hát, Chu Văn An, Quần Ngựa thuộc khu phố Hàng Kênh cũ.
Khu phố Ngô Quyền có diện tích 4,1 km², dân số khoảng 60.000 người và 40 tiểu khu.
Ngày 3 tháng 1 tháng 1981, Hội đồng Chính phủ ban hành Quyết định số 3-CP về việc đổi khu phố Ngô Quyền thành quận Ngô Quyền.
Ngày 15 tháng 1 năm 1981, UBND TP. Hải Phòng ban hành Quyết định số 83/QĐ-UBND về việc:
- Đổi tên khu phố Ngô Quyền thành quận Ngô Quyền.
- Thành lập 12 phường: Cát Bi, Cầu Đất, Cầu Tre, Đồng Quốc Bình, Gia Viên, Lạc Viên, Lạch Tray, Lê Lợi, Lương Khánh Thiện, Máy Chai, Máy Tơ, Vạn Mỹ.

Quận Ngô Quyền có 12 phường: Cát Bi, Cầu Đất, Cầu Tre, Đồng Quốc Bình, Gia Viên, Lạc Viên, Lạch Tray, Lê Lợi, Lương Khánh Thiện, Máy Chai, Máy Tơ, Vạn Mỹ.
Ngày 17 tháng 2 năm 1987, Hội đồng Bộ trưởng ban hành Quyết định số 38-HĐBT về việc chuyển xã Đằng Giang và xã Đông Khê thuộc huyện An Hải về quận Ngô Quyền quản lý và đổi thành 2 phường có tên tương ứng.
Quận Ngô Quyền có 1.509 ha đất với 133.409 nhân khẩu và có 14 phường: Cát Bi, Cầu Đất, Cầu Tre, Đằng Giang, Đông Khê, Đồng Quốc Bình, Gia Viên, Lạc Viên, Lạch Tray, Lê Lợi, Lương Khánh Thiện, Máy Chai, Máy Tơ, Vạn Mỹ.
Ngày 20 tháng 12 năm 2002, Chính phủ ban hành Nghị định số 106/2002/NĐ-CP về việc chuyển phường Cát Bi về quận Hải An mới thành lập quản lý.
Quận Ngô Quyền còn lại 1.096,78 ha diện tích tự nhiên và 155.253 nhân khẩu; có 13 đơn vị hành chính trực thuộc,bao gồm 13 phường : Cầu Đất, Cầu Tre, Đằng Giang, Đông Khê, Đổng Quốc Bình, Gia Viên, Lạch Tray, Lạc Viên, Lê Lợi, Lương Khánh Thiện, Máy Chai, Máy Tơ, Vạn Mỹ.
Ngày 10 tháng 1 năm 2020, Ủy ban Thường vụ Quốc hội ban hành Nghị quyết số 872/NQ-UBTVQH14 (nghị quyết có hiệu lực từ ngày 1 tháng 2 năm 2020) về việc sáp nhập phường Lương Khánh Thiện vào phường Cầu Đất.
Ngày 24 tháng 10 năm 2024, Ủy ban Thường vụ Quốc hội ban hành Nghị quyết số 1232/NQ-UBTVQH15 về việc sắp xếp đơn vị hành chính cấp huyện, cấp xã của thành phố Hải Phòng giai đoạn 2023–2025 (nghị quyết có hiệu lực từ ngày 1 tháng 1 năm 2025). Theo đó:
- Sáp nhập phường Đồng Quốc Bình và phường Lê Lợi vào phường Lạch Tray.
- Sáp nhập phường Lạc Viên và phường Máy Tơ vào phường Gia Viên.

Quận Ngô Quyền có 8 phường như hiện nay.

## Kinh tế - xã hội
Quận Ngô Quyền có vị trí quan trọng trên các lĩnh vực chính trị, kinh tế - xã hội, quốc phòng an ninh của Hải Phòng. Đây cũng là nơi tập trung các cơ quan nghiệp vụ của thành uỷ, đoàn thể, các sở, ban, ngành của thành phố.

### Công nghiệp
Địa bàn quận có nhiều cơ sở công nghiệp lớn của trung ương và địa phương:
- Tổng Công ty Đồ hộp Hạ Long.
- Công ty Thủy tinh Hải Phòng.
- Nhà máy Sắt Tráng men nhôm, Công ty Hoá chất.
- Công ty Nhựa Tiền Phong.
- Công ty Sơn Hải Phòng.
- Công ty Bia Hải Phòng.

### Giáo dục
Các trường đại học, viện nghiên cứu:
- Đại học Hải Phòng (Khu B, C, D).
- Trường Đại học Y Dược Hải Phòng.
- Trường chính trị Tô Hiệu.
- Viện Tài nguyên và Môi trường Biển.
- Viện Nghiên cứu Hải sản.

Các trường THPT:
- Trường THPT Thái Phiên.
- Trường THPT Anhxtanh.
- Trường THPT Hàng Hải.
- Trường THPT Thăng Long.

## Văn hóa
- Vườn hoa Nguyễn Trãi
- Dải vườn hoa trung tâm gồm các vườn hoa Tố Hữu, Kim Đồng, Nguyễn Du, Nguyễn Bỉnh Khiêm, Nguyễn Văn Trỗi (chia sẻ với quận Hồng Bàng), nằm trên địa phận 2 phường Máy Tơ và Cầu Đất.
- Công viên Lạch Tray, phường Lạch Tray.

Theo quy hoạch, trong tương lai sẽ có thêm dải công viên cảnh quan dọc theo bờ sông cấm, trên địa phận 2 phường Máy Tơ và Máy Chai.

### Công trình văn hóa
- Cung văn hóa Hữu nghị Việt – Tiệp.
- Cung văn hoá Thanh niên.
- Sân vận động Lạch Tray.

## Giao thông

### Đường sắt
Ga Hải Phòng là ga tàu hỏa chính tại Hải Phòng, nằm trên địa phận quận Ngô Quyền. Ga Hải Phòng là ga hành khách cuối cùng trên tuyến đường sắt Hà Nội – Hải Phòng. Ngoài ra, ga Hải Phòng còn có tuyến đường sắt chạy đến cảng Hải Phòng chở hàng hóa từ cảng đến các vùng sâu trong nội địa bằng đường sắt.

### Cảng
Các cảng trên địa bàn quận đều là các cảng sông nội địa, trực thuộc hệ thống cảng Hải Phòng. Theo như quy hoạch, trong tương lai các cảng này đều sẽ được di dời ra tổ hợp cảng biển Đình Vũ và cảng biển quốc tế Lạch Huyện, nhường chỗ cho các cây cầu mới cùng hệ thống công viên cảnh quan dọc theo bờ sông Cấm.
- Cảng Hoàng Diệu (còn có tên gọi là bến Sáu Kho): cảng container nội địa, cảng bốc xếp và vận chuyển hàng hóa rời, chủ yếu phục vụ nội địa. Khu cảng này có 11 cầu tàu, độ sâu trước bến là -8,4 mét; hệ thống kho rộng 31320 mét vuông; hệ thống bãi rộng 163 nghìn mét vuông. Hiện nay khu 8,9 của cảng đã được di dời và nhường chỗ cho cây cầu Hoàng Văn Thụ.
- Cảng Cửa Cấm.
- Cảng Đoạn Xá.
- Cảng Thủy Sản.

### Cầu
- Cầu Hoàng Văn Thụ (kết nối phường Máy Tơ với xã Tân Dương, huyện Thủy Nguyên)
- Cầu Rào (kết nối phường Đằng Giang với phường Anh Dũng, quận Dương Kinh). Trong tương lai, các dự án cầu đường khác được triển khai như Cầu Nguyễn Trãi (nối sang xã Dương Quan, huyện Thủy Nguyên, khởi công 2023), cầu Vũ Yên (Nối sang đảo Vũ Yên, xã Thủy Đường, huyện Thủy Nguyên) sẽ làm tăng tính kết nối giữa quận và các địa phương khác.

### Đường phố
- An Đà
- An Khê
- An Kim Hải
- Bạch Thái Bưởi
- Bùi Viện
- Bùi Xuân Hoài
- Phố Cấm
- Cầu Đất
- Chu Văn An
- Đình Đông
- Đỗ Chính
- Đỗ Nhuận
- Đoạn Xá
- Đông Khê
- Hai Bà Trưng
- Hào Khê
- Hoàng Hữu Nhân
- Hoàng Mậu
- Hoàng Minh Giám
- Kỳ Phú
- Lạch Tray
- Lê Chân
- Lê Hồng Phong
- Lê Lai
- Lê Lợi
- Lê Quang Đạo
- Lê Quỳnh
- Lê Thánh Tông
- Lương Khánh Thiện
- Lý Thành Long
- Nam Cao
- Nam Sơn
- Ngô Quyền
- Ngô Tất Tố
- Nguyễn Bình
- Nguyễn Bỉnh Khiêm
- Nguyễn Công Hoan
- Nguyễn Đình Chiểu
- Nguyễn Hải Thanh
- Nguyễn Hữu Tuệ
- Nguyễn Huy Tưởng
- Nguyễn Khuyến
- Nguyễn Trãi
- Nguyễn Văn Linh
- Nguyễn Xuân Nguyên
- Phùng Chí Kiên
- Phụng Pháp
- Thái Phiên
- Thanh Niên
- Thiên Lôi
- Tiên Nga
- Tô Hiệu
- Trần Nhật Duật
- Trần Phú
- Văn Cao
- Vạn Mỹ
- Võ Thị Sáu
- Vũ Trọng Khánh